# Maldivian
Combler le fossé
Maldivian est une compagnie aérienne, basée aux Maldives, fondée en 2000, qui dessert les îles ainsi que plusieurs autres destinations dans le monde.

## Histoire
Maldivian est la compagnie aérienne nationale des Maldives. Opérant au sein de l'entité juridique Island Aviation Services Limited, la compagnie aérienne a commencé ses opérations avec trois avions (2 Bombardier dash 8 Q200 et un Dornier 228) opérant sur un réseau régional. Le 26 janvier 2008, la compagnie inaugure sa première route internationale à destination de Trivandrum en Inde. Le 25 août 2008, l'activité « compagnie aérienne » change de nom pour s'appeler désormais « Maldivian ».

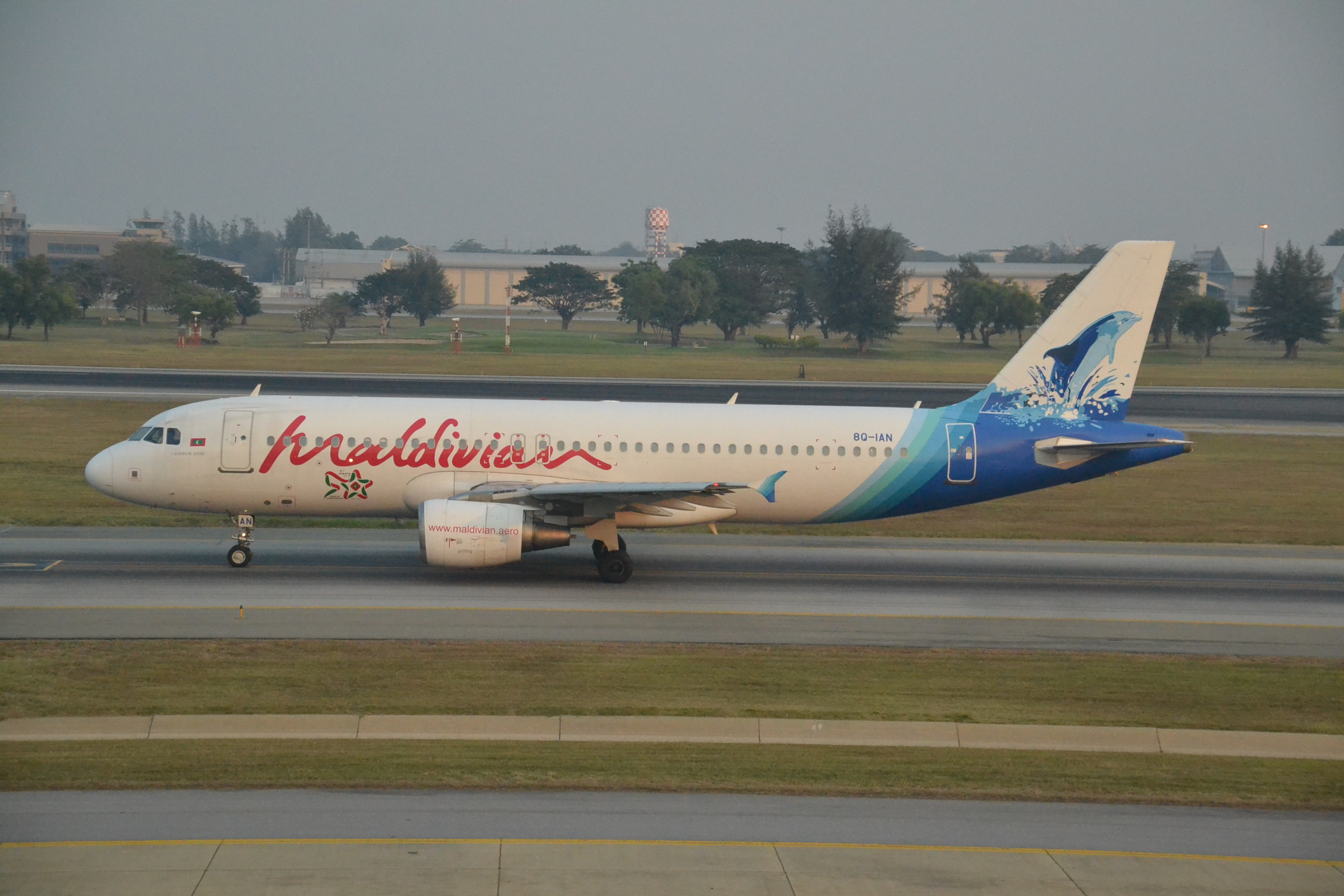
Un A320 de Maldivian a l’aéroport de Bangkok (BKK).

## Destinations
(janvier 2025).
 Bangladesh
- Dhaka – Shahjalal International Airport

 China
- Changsha – Changsha Huanghua International Airport[2]
- Chengdu - Chengdu Shuangliu International Airport[3]
- Chongqing – Chongqing Jiangbei International Airport[4]
- Fuzhou – Fuzhou Changle International Airport[5]
- Nanjing – Nanjing Lukou International Airport[2]
- Wuhan – Wuhan Tianhe International Airport[6]
- Xi'an – Xi'an Xianyang International Airport[2]
- Hangzhou - Hangzhou Xiaoshan International Airport

 Inde
- Chennai – Chennai International Airport
- Cochin – Cochin International Airport
- Thiruvananthapuram – Trivandrum International Airport

 Maldives
- Malé – Velana International Airport Hub
- Addu Atoll – Gan International Airport
- Baa Atoll – Dharavandhoo Airport
- Gaafu Alif Atoll – Kooddoo Airport
- Gaafu Dhaalu Atoll – Kaadedhdhoo Airport
- Gnaviyani Atoll – Fuvahmulah Airport
- Haa Dhaalu Atoll – Hanimaadhoo International Airport
- Laamu Atoll – Kadhdhoo Airport
- Raa Atoll – Ifuru Airport[7]
- Thaa Atoll – Thimarafushi Airport[8]
- Dhaalu Atoll - Dhaalu Airport
- Bangkok – Suvarnabhumi International Airport

Resorts Operated by - Maldivian Seaplane
- Raa Atoll - Kudafushi Island Resort
- Baa Atoll - Anathara Kihavahuravalhi
- Baa Atoll - Four Seasons Private Island
- Baa Atoll - Vakkaru Island Resort
- Baa Atoll - Hirundu Isand Resort Maldivian Bombardier Dash Q8-300Noonu Atoll - Robinson Club Noonu

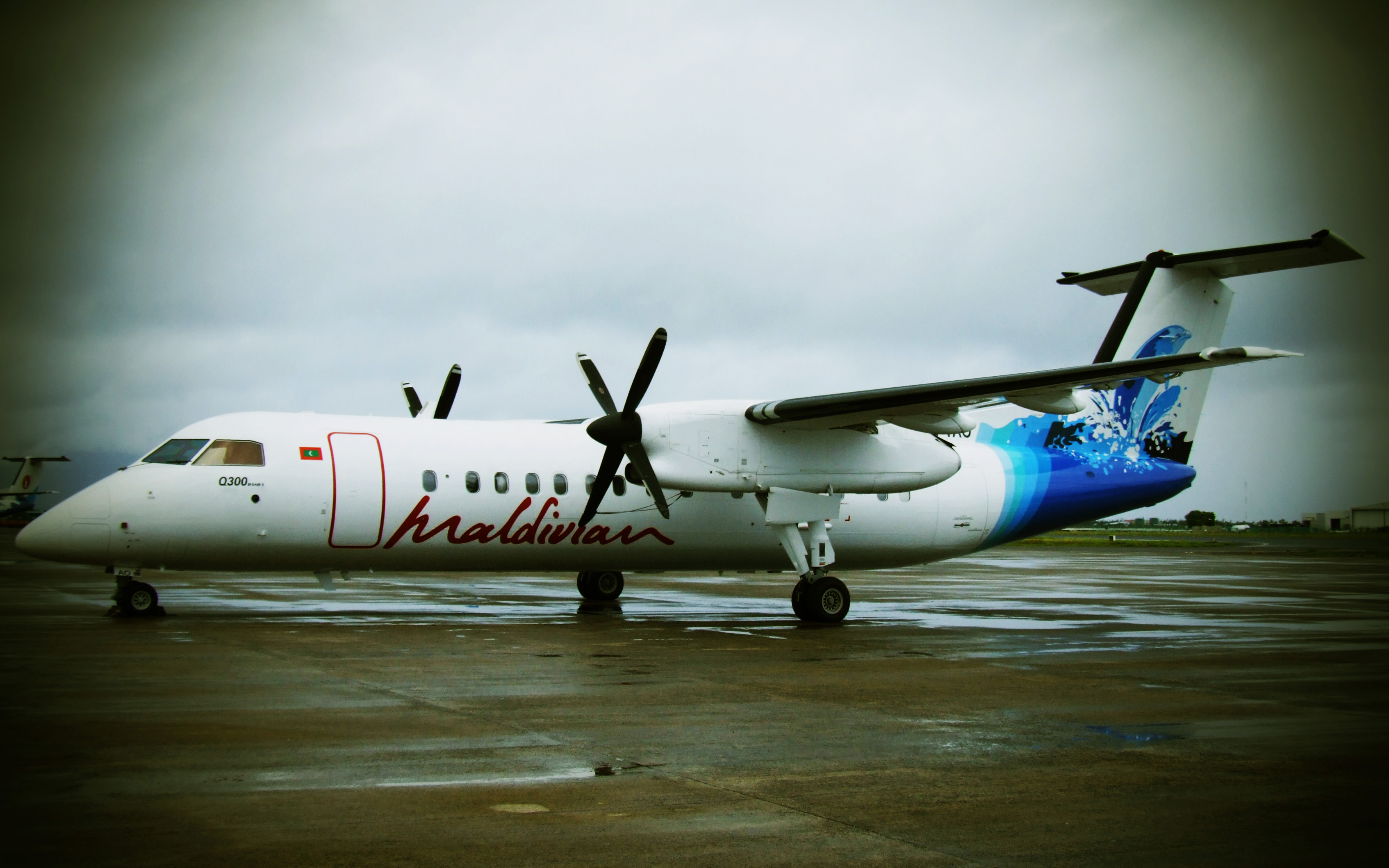
Maldivian Bombardier Dash Q8-300

- Dhaalu Atoll - Niyaama Private Isands
- Dhaalu Atoll - Kandima Island Resort
- Dhaalu Atoll - Doores Island Retreat
- Dhaalu Atoll - Maagau Island Resort
- Thaa Atoll - Maalifushi Island Resort

## Flotte
En janvier 2023, les appareils suivants sont en service au sein de la flotte de Maldivian Airlines :
| Avion                                           | En Service | Commandes | Passagers | Passagers | Passagers | Notes             |
| Avion                                           | En Service | Commandes | C         | Y         | Total     | Notes             |
| ----------------------------------------------- | ---------- | --------- | --------- | --------- | --------- | ----------------- |
| Airbus A320-200                                 | 1          | —         | 14        | 138       | 152       |                   |
| Airbus A321LR                                   | —          | 1         | TBA       | TBA       | TBA       | Livraison en 2023 |
| Airbus A330-200                                 | —          | 2         | TBA       | TBA       | TBA       |                   |
| ATR 42-600                                      | —          | 1         | TBA       | TBA       | TBA       | Livraison en 2023 |
| ATR 72-600                                      | 2          | —         | 0         | 74        | 74        |                   |
| Boeing 787-8                                    | —          | 2         | TBA       | TBA       | TBA       |                   |
| Bombardier Dash 8 Q200                          | 2          | —         | 0         | 37        | 37        |                   |
| Bombardier Q300                                 | 5          | —         | 0         | 50        | 50        |                   |
| de Havilland Canada DHC-6 Twin Otter Series 300 | 11         | —         | 0         | 15        | 15        |                   |
| Total                                           | 21         | 6         |           |           |           |                   |